# Krakovski gozd
Krakovski gozd je največji nižinski gozd v Sloveniji in mokrišče, ki ga poplavlja reka Krka. Obsega 2400 ha. V središču gozda najdemo edini slovenski pragozdni ostanek, ki je bil leta 1952 razglašen kot pragozdni rezervat, ki meri 40,5 ha. Z močvirjema Trstenik in Valenčevka je edini ohranjeni sklenjeni poplavni gozd v Sloveniji, ki je ostanek nekdaj obširnih hrastovih gozdov med Savo, Krko in Sotlo. V njem prevladujejo hrast in dob, uspevata pa tudi črna jelša ter beli gaber. 
Krakovski gozd je ime dobil po mestni četrti Krakovo v Ljubljani. Leži severno od Kostanjevice na Krki, južno od avtoceste A2, vzhodno od Dobruške vasi in zahodno od Velikega Podloga. 
Človek je odločneje posegel v okolico Krakovskega gozda šele v zadnjih desetletjih s hidromelioracijami ob potokih Radulja, Čolnišček, Račna, Senuša in na Šentjernejskem polju. Močvirje Trstenik je na površini 30 ha zaščiten biotop nižinskih ptic in predstavlja v porečju Krke pomembno drstišče ščuk in mrestišče žabe plavček.  

Njegov naravovarstveni pomen poudarjajo ogrožene živali, ribe, dvoživke in še zlasti ptice, saj je s slovenskega Rdečega seznama ogroženih ptic gnezdilk tu prisotnih kar 45 vrst.  Za Krakovski gozd so značilne živali: črna štorklja, mali klinkač, srednji detel, zelena žolna, vijeglavka, pivka, barska žaba, zelena krastača in močvirska rovka. Značilne rastline so dacijski pljučnik, barjanska vijolica, ostri šaš, vrbovolistna medvejka in močvirski tulipan. 
Leta 1991 je med slovensko osamosvojitveno vojno na območju Krakovskega gozda prišlo do oboroženega spopada med enotami TO in JLA.

## Resslova pot
Ob Krakovskem gozdu poteka 8 kilometrov dolga Resslova pot, poimenovana po izumitelju ladijskega vijaka Josefu Resslu, ki ga je preizkušal na Krki, ko je bil zaposlen kot gozdarski inženir v kartuziji Pleterje. Resslova pot vas vodi po gozdni stezi, marsikje se preko brvi prečka vodo, ves čas pa jo obdajajo visoka, vitka drevesa, ki v višino merijo tudi do 40 metrov. Ob poti se lahko ves čas občuduje biotsko pestrost rastlinskih in živalskih vrst. Zelo bogata je tudi podrast Krakovskega gozda, kjer rastejo številne zaščitene rastlinske vrste, med drugim močvirski tulipan.